# Sundtjärnen (Gillberga socken, Värmland)
Sundtjärnen är en sjö i Säffle kommun i Värmland och ingår i Göta älvs huvudavrinningsområde. Sjöns area är 0,048 kvadratkilometer och den befinner sig 177,3 meter över havet.